# Paris Bordone

Jupiter och Io, 1550-talet, Göteborgs konstmuseum.

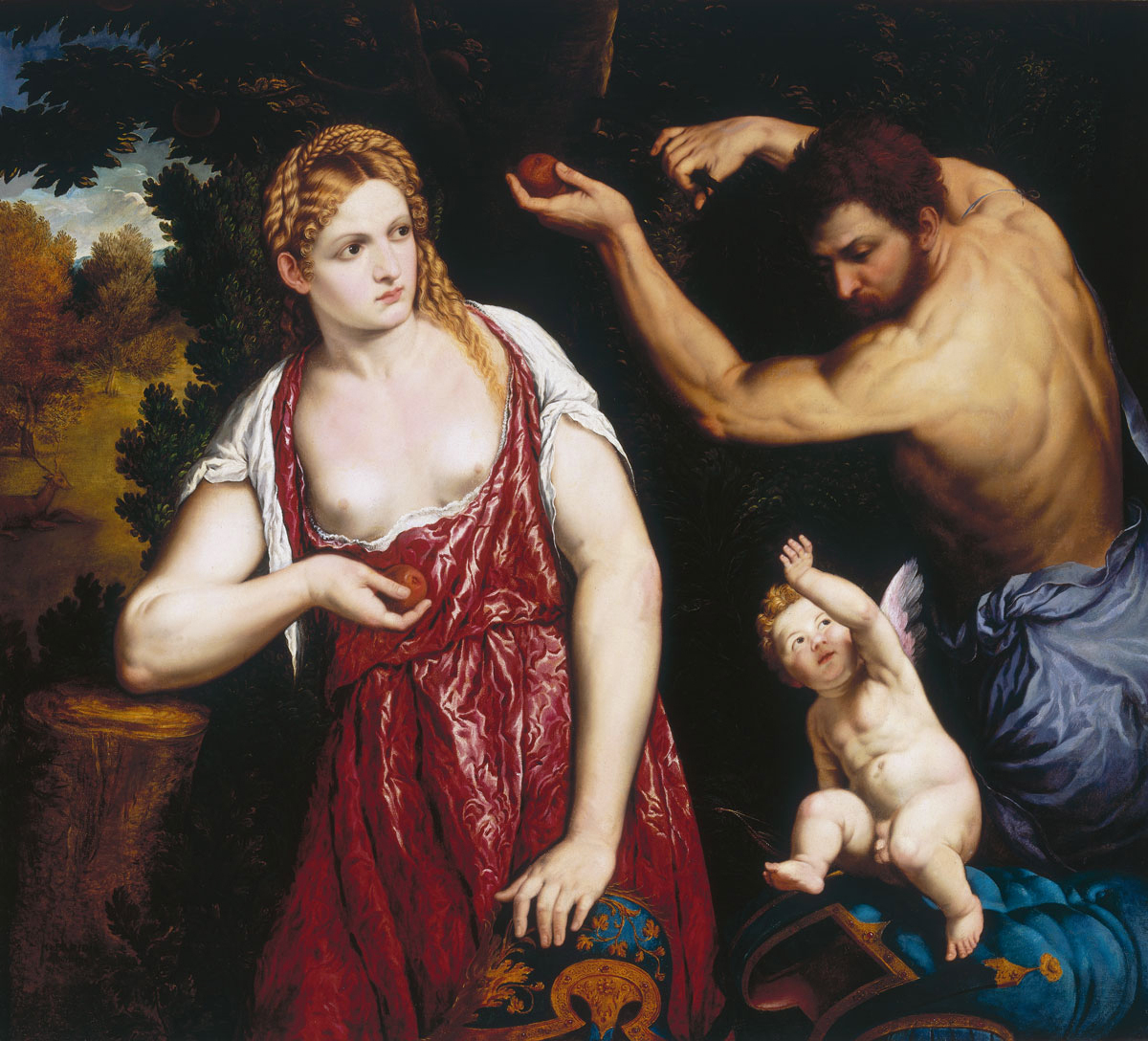
Venus och Mars med Cupido av Paris Bordone, 1559–1560

Paris Bordone, döpt 5 juli 1500, död 19 januari 1571, var en venetiansk konstnär.
Bordone arbetade i Tizians verkstad och utbildade sig vidare geonom studiet av Giorgiones och Palma Vecchios verk. Han var utom i Venedig verksam i andra norditalienska städer samt i Paris och Augsburg. Hans virtuost skickliga stoffskildring framträder i såväl hans porträtt som i hans religiösa och mytologiska bilder.
Den stora målningen En fiskare överlämnar till dogen den heliga Markus ring (Gallerie dell'Accademia i Venedig) har ansetts som tidens vackraste ceremonibild. I Skandinavien är Bordone företrädd med en duk Jupiter och Io i Göteborgs konstmuseum och ett dubbelporträtt i samlingen på Nivaagaard.

## Verk i urval
- Bebådelsen – Musée des Beaux-Arts de Caen
- Kristi dop – National Gallery of Art, Washington, DC
- Bathsheba Bad, med en afrikansk tjänare – Walters Art Museum, Baltimore
- Två schackspelare – Gemäldegalerie, Berlin
- Daphne och Chloe – National Gallery, London
- Heliga Familjen – Bridgewater gallery, Westminster
- Madonna – Accademia Tadini i Lovere
- Mytologisk bild – Galleria Borghese i Rom
- Mytologisk bild – Galleria Doria Pamphilj i Rom
- Målningarna i Duomo – Treviso
- Perseus beväpnande av Merkurius och Minerva – Birmingham Museum and Art Gallery
- Ett porträtt av en dam – National Gallery, London
- Jupiter och Io – Göteborgs konstmuseum